# カナンガ
カナンガ（英語: Kananga）は、コンゴ民主共和国中部の都市である。中央カサイ州（2005年の新憲法公布時はルルア州）の州都である。以前はルルアブール（英語: Luluabourg）と呼ばれていた。2012年の調査で人口は約106万人である。

## 歴史
カナンガの街の起こりは、ドイツ人の探検家、ヘルマン・ウィスマンがルルア川の左岸に周辺開発のための根拠地を作ったものである。ウィスマンはこの場所をMalandjiと名付けた。アンゴラのマランジェから来ていた彼の荷物を運ぶ現地人たちの提案による名前であった。
後に、鉄道が川の反対側を通ることになると、街はそれに合わせて対岸へと移転した。新たにできた街の名前は、Luluabourgと呼ばれた。なお、移転前の場所に残った街は、今日までMalandji-Makulu（「旧Malandji」の意）と呼ばれている。
1960年、当時のベルギー領コンゴがベルギーから独立するために行われたブリュッセル円卓会議の交渉の場で、新たな国の首都をキンシャサからルルアブールに移すことが話し合われた。しかし、複数の政治的妨害、そして特にアルバート・カロンジと南カサイ鉱山国による分離独立の試みもあって、この合意は実施されなかった。1962年、政府が南カサイ鉱山国を再攻略すると、ルルアブールはカサイ・オクシデンタル州の州都となった。
1966年、モブツ・セセ・セコ大統領は、コンゴ人のアイデンティティを取り戻す運動の一環として、多くの都市を改名した。「レオポルドヴィル」は「キンシャサ」になり、ルルアブールもカナンガとなった。2006年の新憲法公布に伴い、コンゴは25の州と首都キンシャサに新たに分割されることとなった。カサイ・オクシデンタル州は2つの州に分かれることになり、カナンガはそのうちのルルア州に属し、その州都となることが決まった。

## 地理
カナンガは、カサイ川の支流であるルルア川沿いに位置する。

## 気候
| カナンガの気候         | カナンガの気候 | カナンガの気候 | カナンガの気候 | カナンガの気候 | カナンガの気候 | カナンガの気候 | カナンガの気候 | カナンガの気候 | カナンガの気候 | カナンガの気候 | カナンガの気候 | カナンガの気候 | カナンガの気候 |
| 月                     | 1月            | 2月            | 3月            | 4月            | 5月            | 6月            | 7月            | 8月            | 9月            | 10月           | 11月           | 12月           | 年             |
| ---------------------- | -------------- | -------------- | -------------- | -------------- | -------------- | -------------- | -------------- | -------------- | -------------- | -------------- | -------------- | -------------- | -------------- |
| 平均最高気温 °C （°F） | 29 (85)        | 29 (85)        | 30 (86)        | 30 (86)        | 31 (87)        | 31 (88)        | 29 (85)        | 30 (86)        | 29 (85)        | 29 (85)        | 29 (85)        | 29 (84)        | 30 (86)        |
| 平均最低気温 °C （°F） | 20 (68)        | 20 (68)        | 20 (68)        | 20 (68)        | 20 (68)        | 18 (64)        | 17 (63)        | 19 (66)        | 19 (67)        | 20 (68)        | 20 (68)        | 20 (68)        | 19 (67)        |
| 降水量 mm （inch）     | 119 (4.7)      | 114 (4.5)      | 185 (7.3)      | 155 (6.1)      | 81 (3.2)       | 13 (0.5)       | 18 (0.7)       | 50 (2)         | 117 (4.6)      | 147 (5.8)      | 234 (9.2)      | 206 (8.1)      | 1,440 (56.7)   |
| 出典：Weatherbase      |                |                |                |                |                |                |                |                |                |                |                |                |                |

## 交通

### 空港
- カナンガ空港

### 鉄道
イレボとルブンバシを結ぶ鉄道が通っている。

## 経済
博物館やカナンガ空港などを持つなど、周辺地域における重要な商業的な中心地、行政上の中心地となっている。
カナンガはダイヤモンド鉱床や穀物農業（主に小麦）で知られている。綿花の栽培地やコーヒー園もある。地下に様々な鉱物資源が豊富に存在する。

## 教育
- カナンガ大学（フランス語版）